# Handball-Regionalliga West 1969/70
Die Saison 1969/1970 der Hallenhandball-Regionalliga West der Männer war die 1. in ihrer Geschichte. Die Regionalliga wurde zeitgleich mit den Regionalligen der anderen drei Regionalverbände als zweithöchste Spielklasse unterhalb der Bundesliga eingeführt. Insgesamt 14 Mannschaften spielten in zwei Staffeln mit je sieben Mannschaften. Die beiden ersten jeder Staffel spielten in Halbfinale und Endspiel um den Titel des Westdeutschen Meisters 1970. Der so ermittelte Westdeutsche Meister spielte anschließend gegen den Meister der Regionalliga Nord um den Aufstieg in die Bundesliga Staffel Nord. Für die Zusammensetzung der neuen Liga qualifizierten sich aus den Landesverbänden Westfalen, Niederrhein und Mittelrhein jeweils vier, aus dem Verband Rheinland zwei Mannschaften. Den Platz des Westdeutschen Meisters und Bundesligaaufsteigers TV Oppum 1894 nahm der Absteiger aus der Bundesliga BSV Solingen 1898 ein.
Nach der Saison mussten mit dem TC Sterkrade (Niederrhein) und dem TuS Niederpleis (Mittelrhein) zwei Mannschaften in die Oberligen absteigen, vier Mannschaften stiegen dafür auf, so dass die Staffeln zur folgenden Saison auf je acht Mannschaften vergrößert wurden.

## Tabelle

### Staffel Nord
| Pl. | Verein                 | Sp | Tore    | Diff. | Punkte |
| --- | ---------------------- | -- | ------- | ----- | ------ |
| 1.  | SC Phönix Essen 1920   | 12 | 220:171 | +49   | 18:6   |
| 2.  | TSC Eintracht Dortmund | 12 | 150:166 | −16   | 13:11  |
| 3.  | Schalksmühler TV       | 12 | 183:171 | +12   | 12:12  |
| 4.  | SC Münster 08          | 12 | 179:177 | +2    | 12:12  |
| 5.  | MTV Mülheim a.d. Ruhr  | 12 | 144:149 | −5    | 11:13  |
| 6.  | TSV Altenhagen         | 12 | 159:159 | 0     | 11:13  |
| 7.  | TC Sterkrade 1869      | 12 | 152:194 | −42   | 7:17   |

MTV Mülheim und TSV Altenhagen bestritten Entscheidungsspiele um Platz 5/6

### Staffel Süd
| Pl. | Verein                | Sp | Tore    | Diff. | Punkte |
| --- | --------------------- | -- | ------- | ----- | ------ |
| 1.  | TSV Alemannia Aachen  | 12 | 168:127 | +41   | 18:6   |
| 2.  | ESV Olympia Köln      | 12 | 152:145 | +7    | 17:7   |
| 3.  | TV 08 Kärlich         | 12 | 151:126 | +25   | 16:8   |
| 4.  | VfL Gummersbach II    | 12 | 153:138 | +15   | 10:14  |
| 5.  | BSV Solingen 1898 (A) | 12 | 148:164 | −16   | 9:15   |
| 6.  | TV 1913 Urmitz        | 12 | 136:178 | −42   | 8:16   |
| 7.  | TuS Niederpleis       | 12 | 141:171 | −30   | 6:18   |

BSV Solingen fusioniert anschließend mit dem Solinger FC 95 zum Solinger SC 95/98

## Meisterschafts-Play-off
ESV Olympia Köln – SC Phönix Essen 1920 15:16, 16:12

TSC Eintracht Dortmund – TSV Alemannia Aachen 9:9, 10:15
TSV Alemannia Aachen – SC Phönix Essen 1920 16:13, 12:21

SC Phönix Essen 1920 damit Westdeutscher Meister 1970.

## Aufstiegsspiele zur Bundesliga Staffel Nord
SC Phönix Essen 1920 – Polizei SV Hildesheim 22:15, 17:17
SC Phönix Essen steigt damit in die Bundesliga Staffel Nord auf.

## Relegationsspiele
TV 1913 Urmitz – TSV Altenhagen ??:??, ??:??
(wurde ausgetragen, war jedoch obsolet)

## Entscheidungen
|     | Qualifikation Finalspiele um die Westdeutsche Meisterschaft |
|     | Abstieg in die Oberligen                                    |
| (M) | Meister der letzten Saison                                  |

Absteiger aus der Bundesliga:
- RSV Mülheim a.d. Ruhr

Aufsteiger aus den Oberligen zur nächsten Saison:
- TuS Eintracht Minden (Westfalen)
- LTV Wuppertal (Niederrhein)
- DJK Burtscheider TB (Mittelrhein)
- TV 05 Mülheim (Rheinland)